# Johann Christoph Bach (1689-1740)
Johann Christoph Bach (12 de setembre de 1689 - 28 de febrer de 1740) va ser un músic i professor alemany.
Era fill de Johann Christoph Bach (1645-1693) (germà bessó de Johann Ambrosius Bach) i cosí del gran Johann Sebastian Bach. Va néixer a Arnstadt (Turíngia, Alemanya) el 12 de setembre de 1689. L'any 1714 va aconseguir el càrrec d'organista a Keula. El 1729 es traslladà a Blankenhaim (Turíngia) on, a més d'organista, es dedicà al comerç i a l'ensenyament. Va morir a Blankenhaim el 28 de febrer de 1740.